# Skål (gest)

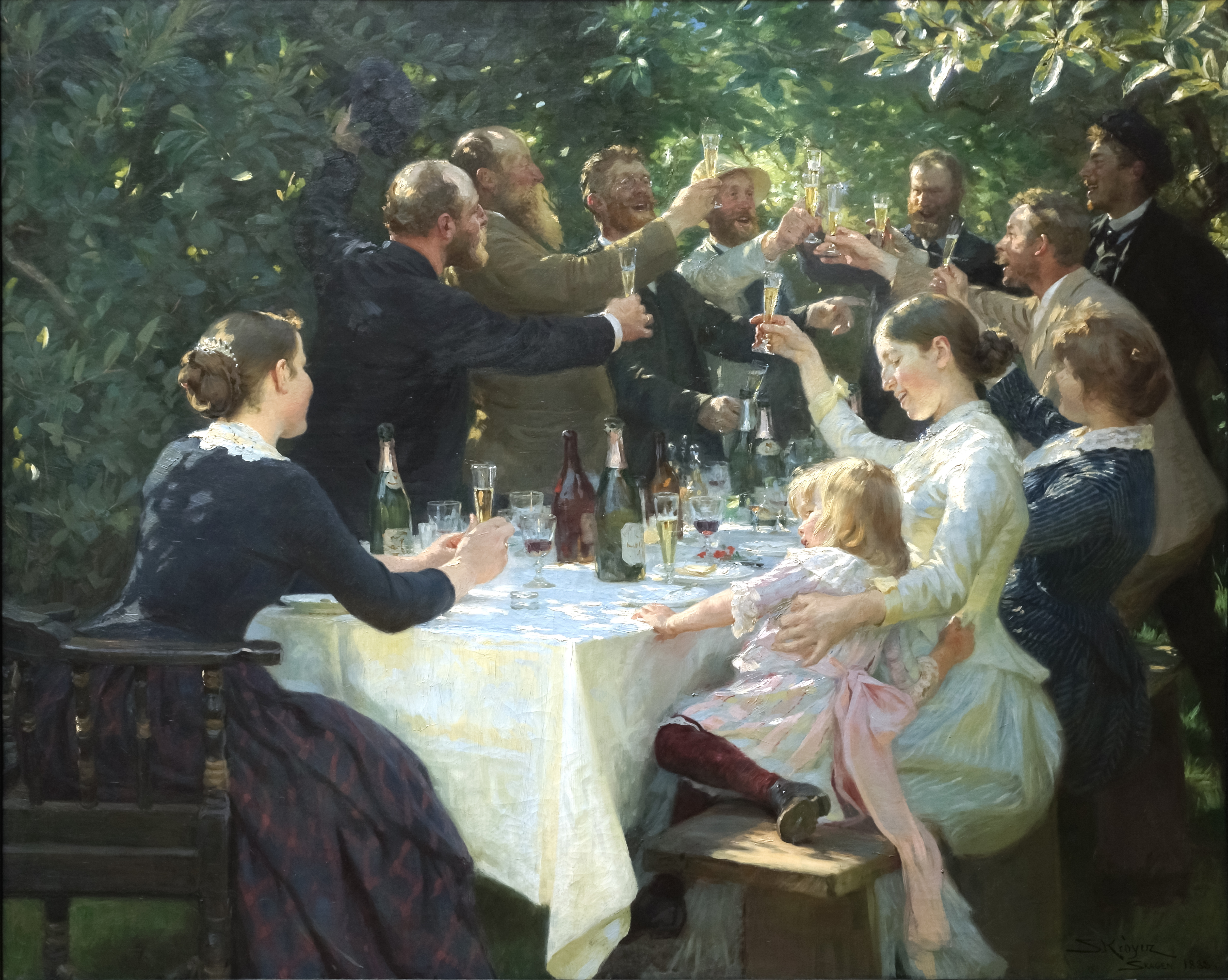
En skål utförs på P.S. Krøyers tavla Hipp, hipp, hurra! Kunstnerfest på Skagen.

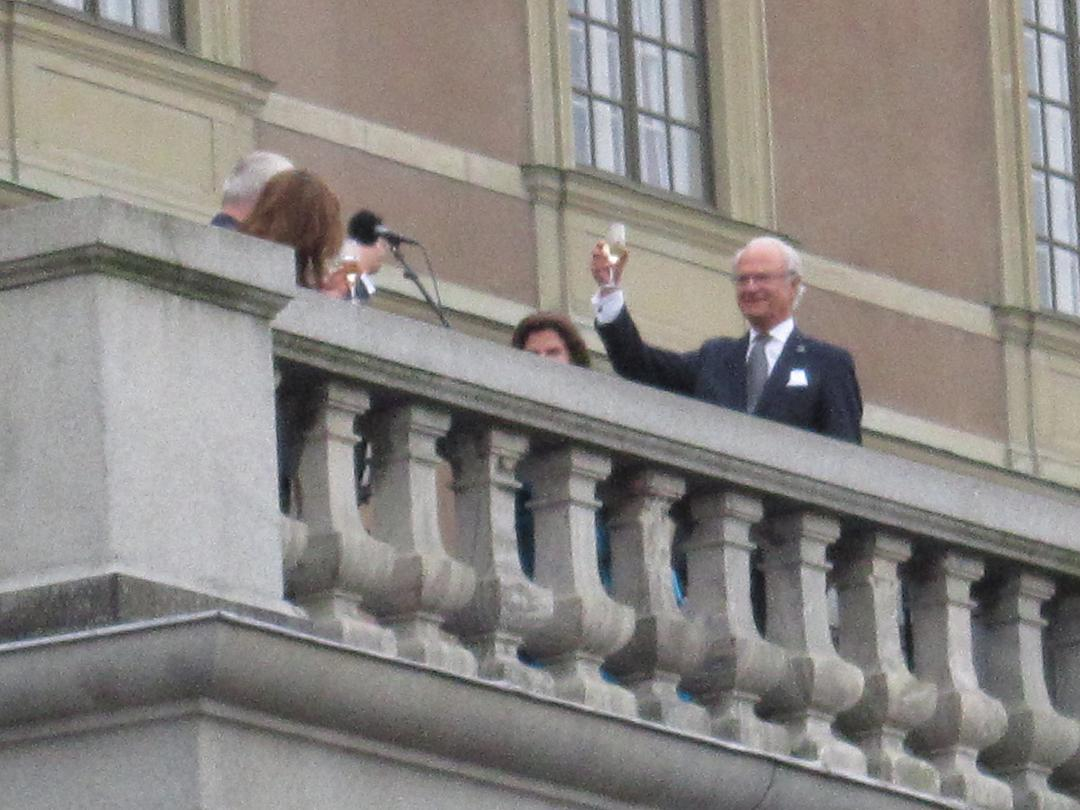
Kung Carl Gustaf skålar 2013 med Stockholms finansborgarråd framför Stockholms slott och firar 40 år på tronen.

Skåla är en ritual (en social handling med symbolisk betydelse) i samband med gruppdrickande som innebär ett utbringande av anda eller ära genom en gest med utrop som avslutas med ett intag av dryck från vardera deltagare. Sättet att skåla skiljer sig från land till land. I västvärlden innebär en skål eller skålning att deltagande i samband med utropet höjer sina dryckeskärl och sedan för ("slår") dem emot varandra, antingen två och två eller flera tillsammans. Utropet är i sin enklaste form en enkel fras som utropas av alla deltagande – svenska: skål, tyska: prost, engelska: cheers – men det brukar förledas av ett flerordigt utbringande från den person som inleder skålen, alternativt en skålvisa.
Det skandinaviska begreppet "skål" och "skåla" (fornnordiska: skál) kommer från att de flesta av dryckeskärl är av skålad natur.

## Bruk och varianter
En skål innebär att deltagarna höjer glasen och ser varandra i ögonen. Ofta låter man den övre delen av kärlet vidröra de medskålandes kärl, även om det finns delade meningar om detta är god etikett. Ibland utser de som skålar vad som skall skålas för. Därefter säger de ofta "Skål!" unisont och dricker. I de nordiska länderna är seden att man därefter återigen skall se varandra i ögonen innan man ställer ner glaset på bordet. Skålandet är därefter över. 
Skålandet kan också ske på enklare sätt om det görs på håll eller när många deltar, genom att de skålande bara höjer dryckeskärlet och säger "Skål!". Att skåla kan innebära att man delar inställning till något ("Det skålar vi på").[källa behövs]
En föregångare till skål är uttrycket "gutår" (gott år) som förekommer bland annat i Bellmans sånger.
Konungens skål kan utbringas på middagar som en hövlighetsskål, den utbringas dock alltid på officiella middagar där konungen eller annan kunglighet deltar, såsom exempelvis på Nobelbanketten. Samtliga närvarande på middagen ska då resa sig. Den som skålar säger "Hans Majestät Konungens skål" och övriga närvarande svarar "Konungen". Därefter höjer man sitt glas och dricker.